# Poliamino-karbonsavak

Fémkomplex az EDTA anionnal

A glicinátion fémionokkal kelátkomplexet képezhet

β-alanin

A poliamino-karbonsavak (komplexonok) olyan szerves vegyületek, amelyek egy vagy több nitrogénatmot tartalmaznak, melyeket egy vagy több szénatom köt össze egy vagy több karboxilcsoporttal. A savas protonjukat leadott poliamino-karboxilátok a nitrogén- és oxigénatomjuk nemkötő elektronpárjai révén – kelátgyűrűk keletkezése közben – fémionokkal stabil komplexeket képeznek. Ezen tulajdonságuk miatt a poliamino-karbonsavaknak számos kémiai, gyógyászati és környezetvédelmi területen használhatók.

## Szerkezet
A legegyszerűbb, ebbe a csoportba sorolható vegyület a glicin (H2NCH2CO2H), amelynek aminocsoportját (NH2) a karboxilcsoporttól (COOH) egyetlen metiléncsoport (CH2) választja el. Ha a karboxilcsoport deprotonálódik, a glicinátion bidentát ligandumként viselkedhet, amely a nitrogén- és a karboxilát oxigénatomjával létesíthet kötést a fémionokkal, kelátkomplexek képződése közben.
A glicin nitrogénjéhez kapcsolódó egyik hidrogénatomot acetátcsoportra (–CH2CO2H) kicserélve tridentát ligandumot, iminodiecetsavat (IDA) kapunk. További helyettesítéssel nitrilotriecetsavhoz (NTA) jutunk, mely tetradentát ligandum. Ezeket a vegyületeket poliamino-acetátoknak tekinthetjük. β-alaninból kiindulva poliamino-propionátok sora képzelhető el.

Iminodiacetát anionnal képzett fémkomplex

Nagyobb denticitás úgy érhető el, ha két vagy több egységet összekapcsolunk. A hexadentát EDTA-ban két IDA egység található, melyek nitrogénatomjaikkal két metiléncsoporton keresztül kapcsolódnak egymással. Az oktadentát DTPA-ban két CH2CH2 híd köt össze három nitrogénatomot. A TTHA tíz lehetséges donoratommal rendelkezik.

## Felhasználás
A poliamino-karboxilátok kelátképző tulajdonsága tervezhető a nitrogénatomokat összekötő csoportok módosításával, így növelni lehet egy adott fémionnal szemben a szelektivitást. A nitrogénatomok és karboxilcsoport közötti szénatomok számát is lehet változtatni, a szénatomokra szubsztituensek is helyezhetők. Mindent összevetve számtalan variációs lehetőség adódik. Említést érdemel a Fura-2, mivel benne két funkció kombinálódik: egyrészt a magnéziummal szemben nagyfokú kalcium-szelektivitással rendelkezik, másrészt a kalciumot megkötő komplex az egyik szubsztituens révén fluoreszcenciát mutat. Ezen tulajdonságai  révén lehetőség nyílik a sejten belüli folyadék kalciumtartalmának meghatározására. A következő példákban ismertetett alkalmazási lehetőségekről további információ az egyes cikkekben és/vagy hivatkozásokban található.
|        |      |      |
| Fura-2 | IDA  | NTA  |
|        |      |      |
| EDTA   | DTPA | EGTA |
|        |      |      |
| BAPTA  | NOTA | DOTA |

## Fordítás
Ez a szócikk részben vagy egészben  a   Polyamino carboxylic acid című angol Wikipédia-szócikk ezen változatának fordításán alapul.  Az eredeti cikk szerkesztőit annak laptörténete sorolja fel. Ez a jelzés csupán a megfogalmazás eredetét és a szerzői jogokat jelzi, nem szolgál a cikkben szereplő információk forrásmegjelöléseként.